# جون إيفانز (عالم إنسان)
جون إيفانز (بالإنجليزية: John Evans)‏ (و. 1823 – 1908 م) هو عالم إنسان، ومؤرخ الفن، وعالم آثار، وجيولوجي، وشخصية أعمال، وعالم عملات بريطاني، ولد في بورنهم، كان عضوًا في الجمعية الملكية، والأكاديمية الأمريكية للفنون والعلوم، توفي عن عمر يناهز 85 عاماً.

## مناصب
تولى منصب قائمة رؤساء جمعية لندن الجيولوجية (1874–1876)
.

## جوائز
حصل على جوائز منها:
- Lyell Medal [الإنجليزية]‏ (1880)
- زميل في الجمعية الملكية
- نيشان الحمام من رتبة فارس
- زمالة جمعية الآثار ‏

## روابط خارجية
- جون إيفانز على موقع الموسوعة البريطانية (الإنجليزية)